# Sedlová střecha

Sedlová střecha

Sedlová střecha je jedním z možných zastřešení objektu. Sestává ze dvou částí zakrývajících objekt domu. Ohraničení těchto částí je tvořeno dvěma štíty a párem okapů. V místě, kde se dvě části střech stýkají, vytvářejí hřeben. Pokud bude do sebe pronikat dvojice sedlových střech mající stejnou výšku hřebene, pak vznikne střecha křížová nebo polokřížová. Sedlová střecha je považována za nejčastější tvar vrchního zakončení objektu na území České republiky.
Se střechami se lze setkat například v Krkonoších, kde patří mezi typický prvek tamních chalup. Spád zdejších střech je obvykle na úrovni 45 stupňů, avšak v sousedních Jizerských horách dosahuje až 50 stupňů. Na střechách v západní části Krkonoš se na krokvích objevují i námětky a tento způsob zdobení přechází i na střechy jizerskohorských domů. Naopak na domech ve východních partiích Krkonoš se tento prvek prakticky nevyskytuje.